# Mala Čuka
Mala Čuka (makedonska: Мала Чука) är ett berg i Nordmakedonien. Det ligger i den sydvästra delen av landet, 110 kilometer söder om huvudstaden Skopje. Toppen på Mala Čuka är 2 009 meter över havet, eller 86 meter över den omgivande terrängen. Bredden vid basen är 1,2 km.
Terrängen runt Mala Čuka är kuperad åt sydväst, men åt nordost är den bergig.Runt Mala Čuka är det ganska glesbefolkat, med 31 invånare per kvadratkilometer.. Närmaste större samhälle är Bitola, 18,7 kilometer öster om Mala Čuka. 
Omgivningarna runt Mala Čuka är en mosaik av jordbruksmark och naturlig växtlighet.